# Muerte y funeral de Nelson Mandela

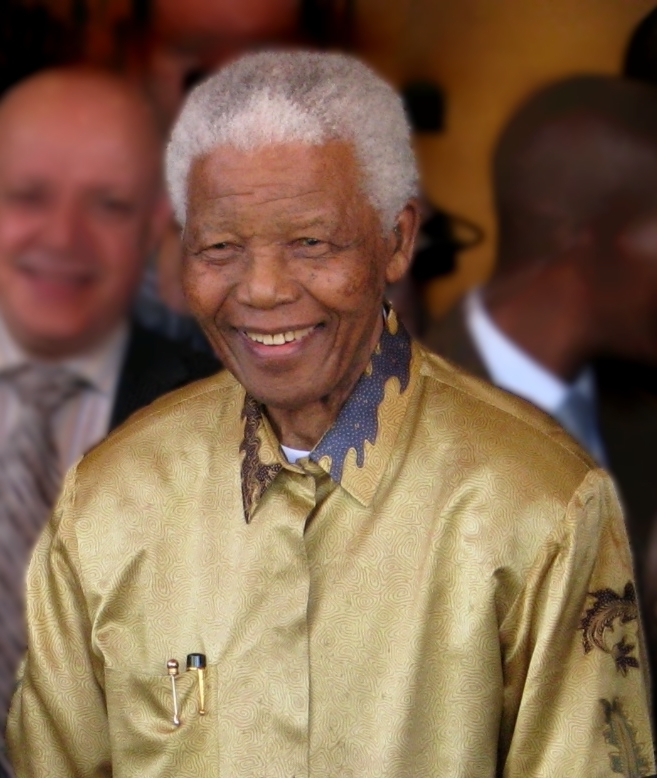
Nelson Mandela en 2008

La muerte del expresidente de Sudáfrica Nelson Mandela sucedió la noche del jueves 5 de diciembre de 2013 en Johannesburgo (República de Sudáfrica) tras seis meses de graves problemas pulmonares. Mandela era considerado un símbolo global de libertad y esperanza, defendiendo la institución de un «país arcoiris»; recibió muchísimos premios y distinciones, así como una multitudinaria cantidad de seguidores. Fue el primer presidente democrático de Sudáfrica y marcó el fin de la segregación racial en su país, mediante una política de reconciliación y justicia social.
Sudáfrica observó un período de duelo nacional de 10 días. Durante este tiempo se llevaron a cabo numerosos servicios conmemorativos en todo el país. El servicio conmemorativo oficial se llevó a cabo en el FNB Stadium de Johannesburgo el 10 de diciembre, donde el estadio de 95.000 asientos estaba lleno en dos tercios debido al frío, la lluvia y los problemas de transporte.  El cuerpo de Mandela fue velado en los Edificios de la Unión en Pretoria del 11 al 13 de diciembre de 2013. El 15 de diciembre de 2013 se celebró un funeral de Estado en Qunu, en el Cabo Oriental, donde fue enterrado su cuerpo.

## Antecedentes

### Crisis de salud
El Premio Nobel de la Paz de 1993 Mandela, había dejado el poder en 1999 en manos de Thabo Mbeki, tras haber dirigido el país por cinco años.
Dos años más tarde, en 2001, le habían diagnosticado cáncer de próstata, iniciando así un tratamiento de radioterapia en Johannesburgo. Posteriormente, en 2004 se retiró de la vida pública.
Tuvo una notable presencia en la Copa Mundial de Fútbol de 2010 en su país, donde fue un ejemplo heroico para los seleccionados presentes. Posteriormente, sería hospitalizado a comienzos de 2011 y finales de 2012 por problemas respiratorios.

### Hospitalización de 2013
El 8 de junio de 2013, en la ciudad sudafricana de Pretoria, había sido hospitalizado de urgencia y su estado pasó a ser crítico el 23 de junio, incluso pasó su último cumpleaños en el hospital con una notable mejoría. Previamente, se sucedieron múltiples rumores de un supuesto estado vegetativo, aunque los informes oficiales declaraban «grave pero estable».
Nelson Mandela recibió tratamiento en su hogar de Johannesburgo, convertido en una unidad de cuidados intensivos desde que volvió de Pretoria el 1 de septiembre.
El propio Mandela declaró:

La muerte es algo inevitable. Cuando un hombre ha hecho lo que él considera como su deber para con su pueblo y su país, puede descansar en paz. Creo que he hecho ese esfuerzo y que, por lo tanto, dormiré por toda la eternidad.

## Deceso
El expresidente sudafricano y premio nobel de la paz Nelson Mandela, quien el 8 de junio fuera ingresado a un hospital a causa de una recaída por su infección pulmonar y el 23 fue declarado en estado de salud crítico, tras una larga agonía como consecuencia de una infección pulmonar, murió a los 95 años en su vivienda de Johannesburgo. El antiguo mandatario falleció en torno a las 20:50 horas el jueves 5 de diciembre, en paz y asistido por sus familiares, en particular de su hija mayor Makaziwe Mandela, quien hace unos días comunicó a la prensa que su padre se mantenía fuerte y luchador, a pesar de no poder expresarse más que con señas.
Mandela falleció a los 95 años. Confirmada la noticia, miles de seguidores se reunieron en las puertas de su hogar para rendirle homenaje al recién difunto.
La responsabilidad de confirmar el deceso recayó en el presidente de la república Jacob Zuma en la televisión local declarando «Se apagó... Ahora está descansando, se encuentra en paz... Siempre te amaremos, Mandela».

## Funeral de Estado
Muchos críticos han señalado que su funeral pudo rivalizar con el del Santo Juan Pablo II de 2005, que atrajo a cinco reyes, seis reinas y 70 presidentes y primeros ministros, así como 2 millones de fieles. El equivalente británico más cercano es el funeral de Estado de 1965 del premier Winston Churchill.
Las exequias empezaron el 10 de diciembre, según señaló Zuma. Mandela fue enterrado el 15 de diciembre en su ciudad natal, Mvezo.
El oficio religioso, que tuvo una duración aproximada de cuatro horas, comenzó con una oración "interreligiosa" de diferentes credos. Tal era el deseo de Mandela. El púlpito de oración fue ocupado sucesivamente por representantes de las religiones judía, hindú, musulmana y cristiana, a los que el público siguió con un sentido respeto. El estallido de cánticos y aplausos llegó poco después, cuando entonaron una oración en su nombre.  Lejos de los formalismos, los primeros en tomar la palabra para homenajear el líder antiapartheid fue su entorno más cercano. Sus nietos y amigos subrayaron que la presencia de personas de distintas razas mezcladas en la tribuna era la mejor manera de recordarle. "Nelson Mandela, no hay ninguno como tú", entonaba la masa en zulú, convirtiendo las tribunas en una rítmica marea humana en su recuerdo.  El público aclamó especialmente a la viuda de Mandela, la mozambiqueña Graça Machel, quien se fundió en un afectuoso abrazo con su exmujer, Winnie Madikizela.
El 10 de diciembre, teniendo como marco el estadio Soccer City de Soweto, en Johannesburgo, se realizó un homenaje a Nelson Mandela como parte de sus funerales de Estado.  Ante miles de asistentes, se pudo constatar el gran aprecio que el líder sudafricano despertó en hombres y mujeres de todo el mundo.

Para rendir homenaje a Mandela, quien logró convertirse en un ícono de la reconciliación, se reunieron líderes, celebridades, miembros de la realeza y sobre todo, el pueblo sudafricano. Dentro de las personalidades que asistieron a dar el último adiós a Mandela, se encontraban Barack Obama, François Hollande, presidente de Francia, su predecesor, Nicolas Sarkozy, el primer ministro de Australia, Tony Abbott, Raúl Castro, presidente de Cuba, David Cameron, primer ministro del Reino Unido, Hilary y Bill Clinton, Frederik de Klerk, expresidente de Sudáfrica quien en 1993 recibió junto con Mandela el Premio Nobel de la Paz, Kofi Annan, exsecretario general de la ONU, Mary Robinson, expresidenta de Irlanda, Desmond Tutu, Arzobispo emérito de Sudáfrica, Ban Ki Moon, sucesor de Annan en la ONU, Bono, líder de la banda U2, la actriz sudafricana ganadora del Oscar, Charlize Theron, la princesa Victoria de Suecia, el príncipe Haakon de Noruega, Bill Gates, Oprah Winfrey, el excapitán de la selección de rugby de Sudáfrica en 1995, Francois Pienaar, los expresidentes de Estados Unidos Jimmy Carter y George Bush, quien junto con Jacob Zuma, actual presidente de Sudáfrica, se llevaron los abucheos de la multitud. Cabe mencionar la presencia de Jorge Arreaza (vicepresidente de Venezuela), quien, en compañía de su esposa; Rosa Virginia Chávez (hija de Hugo Chávez), entregó en nombre del presidente venezolano Nicolás Maduro una réplica del sable del Libertador Simón Bolívar como símbolo de hermandad y fraternidad entre ambas naciones. A dicho homenaje asistieron también el príncipe de España Felipe de Borbón, Dilma Rousseff, presidenta de Brasil, y su predecesor, Luiz Inácio da Silva, Mariano Rajoy, primer mandatario de España, el príncipe heredero nipón Naruhito, el presidente de Sudán del Sur, Salva Kiir, y el ex primer ministro japonés Yasuo Fukuda.

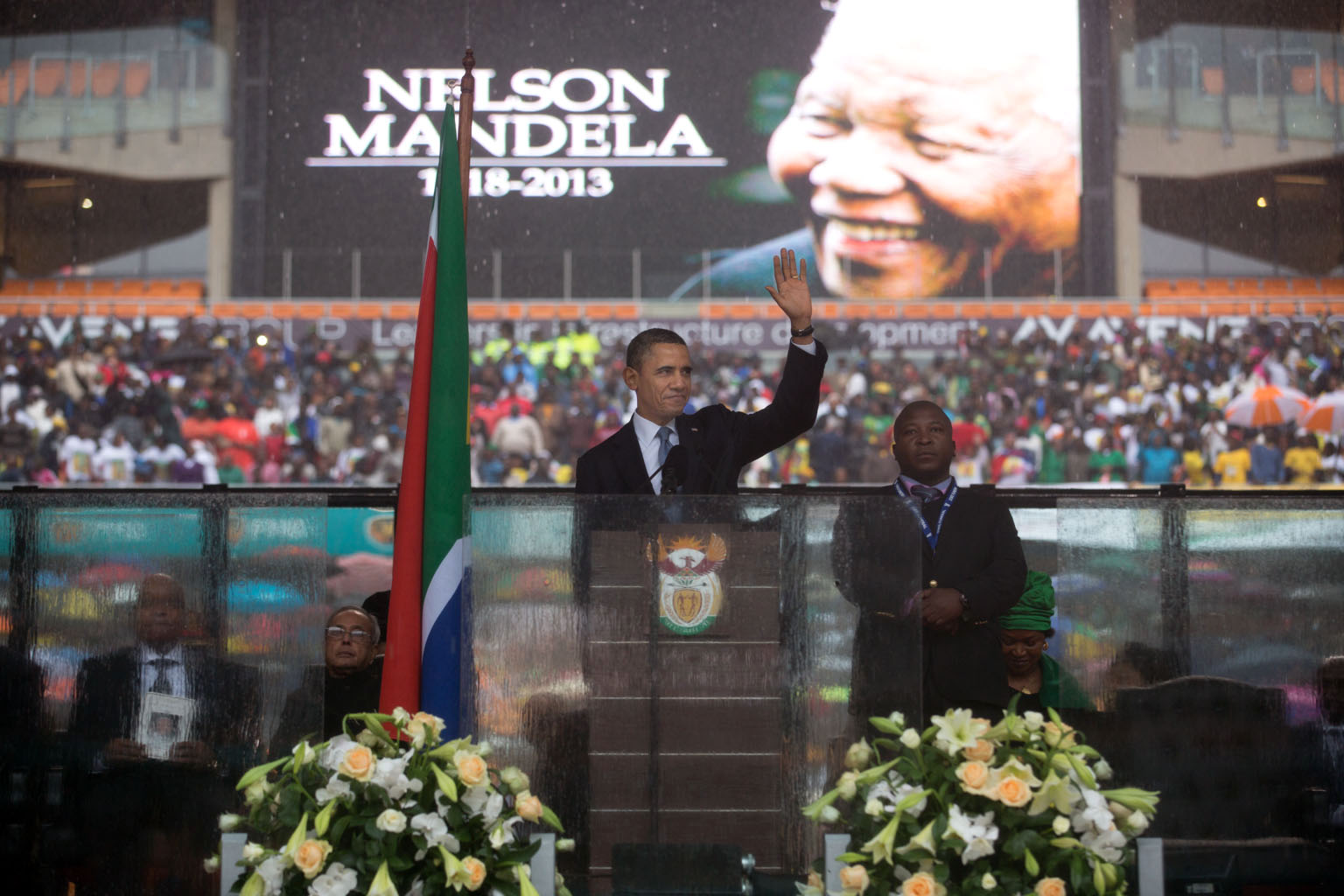
El presidente de Estados Unidos, Barack Obama, pronuncia su discurso en el funeral de Estado de Mandela.

Durante su discurso, Barack Obama se refirió a Mandela como el último libertador del siglo XX, «A la gente de Sudáfrica, el mundo les agradece por compartir a Nelson Mandela con nosotros. Su lucha fue nuestra lucha. Su triunfo es el nuestro» señaló.

#### Abucheos al presidente Jacob Zuma
El presidente sudafricano, Jacob Zuma, fue abucheado y abucheado por algunos entre la multitud, aunque otros sectores lo vitorearon. Los abucheos se desvanecieron cuando Zuma se dirigió a la multitud. Según se informa, la reacción negativa se debió a la ira pública por los escándalos de corrupción que habían manchado a Zuma y su gobierno. Se consideraba que el liderazgo del ANC en ese momento no estaba a la altura del legado de Mandela.

#### Apretón de manos entre Obama y Castro
Uno de los momentos más emotivos, fue el saludo que se dieron dos rivales históricos, el presidente de Estados Unidos Barack Obama y su homólogo de Cuba, Raúl Castro, la imagen de dicho acontecimiento dio la vuelta al mundo.
El presidente estadounidense Barack Obama estrechó la mano del líder cubano Raúl Castro, el primer encuentro de este tipo entre jefes de gobierno estadounidenses y cubanos en funciones desde que Bill Clinton y Fidel Castro se estrecharon la mano en la ONU en 2000. El gesto provocó críticas de los políticos republicanos en Washington. La congresista Ileana Ros-Lehtinen, una opositora cubanoamericana del gobierno de Castro, dijo: "A veces un apretón de manos es sólo un apretón de manos, pero cuando el líder del mundo libre estrecha la mano ensangrentada de un dictador despiadado como Raúl Castro, se convierte en un golpe de propaganda para el tirano." El senador John McCain comparó el apretón de manos Obama-Castro con el apretón de manos del primer ministro británico Neville Chamberlain con Adolf Hitler cuando los dos estaban en el proceso de negociar el Acuerdo de Munich en 1938 diciendo: "Neville Chamberlain le estrechó la mano a Hitler. Le da a Raúl algo de propaganda". continuar apuntalando su régimen dictatorial y brutal, eso es todo". El gobierno cubano acogió con satisfacción el gesto. La Casa Blanca dijo que no había sido planeado.

#### Funeral de estado en Qunu
El funeral de estado se celebró el 15 de diciembre de 2013 en Qunu, en el Cabo Oriental. La ceremonia se celebró en una gran carpa en Qunu erigida para el evento y asistieron unas 4.500 personas, entre ellas ocho jefes de Estado y muchos dignatarios extranjeros. La ceremonia fue televisada por la televisión sudafricana hasta el descenso del ataúd y el entierro de Mandela, cuando se detuvo la filmación y transmisión a petición previa de la familia Mandela. La ceremonia se mostró en pantallas gigantes instaladas en espacios públicos de la zona. A la parte del funeral del programa fúnebre asistieron 450 personas seleccionadas, entre familiares y dignatarios elegidos. Poco antes del entierro, Nelson Mandela recibió una salva de 21 cañonazos y un sobrevuelo de la formación del hombre desaparecido por parte de aviones de combate.

## Dignatarios extranjeros
El 9 de diciembre, el gobierno confirmó que al menos 91 jefes de Estado y de Gobierno extranjeros y 15 ex dirigentes viajarían a Sudáfrica para asistir a actos fúnebres. los que asistieron fueron los siguientes:
- Afganistán: Presidente Hamid Karzai.
- Alemania: Presidente Joachim Gauck y la canciller Angela Merkel.
- Angola: Vicepresidente Manuel Vicente.
- Arabia Saudita: Príncipe Muqrin bin Abdulaziz Al- Saud.
- Argentina: Presidenta Cristina Fernández y el vicepresidente Amado Boudou.
- Argelia: Presidente del Consejo de la Nación Abdelkader Bensalah.
- Australia: Primer ministro Tony Abbott.
- Bahamas: Primer ministro Perry Christie.
- Bangladés: Presidente Abdul Hamid.
- Bélgica: Rey Felipe I.
- Benín: Presidente Boni Yayi.
- Bolivia: Presidente Evo Morales.
- Botsuana: Presidente Seretse Khama Ian Khama.
- Brasil: Presidenta Dilma Rousseff.
- Burundi: Presidente Pierre Nkurunziza.
- Canadá: Primer ministro Stephen Harper.
- Chad: Presidente Idriss Deby.
- República del Congo: Presidente Denis Sassou Nguesso.
- Chile: Presidente Sebastián Piñera.
- China: Vicepresidente Li Yuanchao.
- Comoras: Presidente Ikiliou Dhoinine.
- República Democrática del Congo: Presidente Joseph Kabila.
- Colombia: Presidente Juan Manuel Santos.
- Corea del Sur: Primer ministro Hongwon Chung.
- Costa Rica: Presidenta Laura Chinchilla.
- Costa de Marfil: Presidente Allassane Ouattara.
- Croacia: Presidente Ivo Josipovic.
- Cuba: Presidente Raúl Castro.
- Dinamarca: Príncipe Federico con la primera ministra Thorning Schmidt.
- Yibuti: Presidente Ismail Omar Guelleh.
- Ecuador: Presidente Rafael Correa.
- El Salvador: Presidente Mauricio Funes.
- Emiratos Árabes Unidos: Ministro de cultura Bin Nayahan Mubarak Al Nahyan.
- Eslovenia: Presidente Borut Pahor.
- España: Príncipe Felipe con el presidente Mariano Rajoy.
- Estados Unidos: Presidente Barack Obama.
- Etiopía: Primer ministro Hailemariam Dessalegn.
- Francia: Presidente François Hollande con su predecesor Nicolas Sarkozy.
- Finlandia: Presidente Sauli Niinistö.
- Gabón: Presidente Ali Bongo Ondimba.
- Gambia: Presidente Yahya Jammeh.
- Ghana: Presidente John Dramani Mahama.
- Guatemala: Presidente Otto Pérez Molina.
- Guinea: Presidente Alpha Condé.
- Guinea Ecuatorial: Presidente Teodoro Obiang.
- Guyana: Presidente Donald Ramotar.
- Honduras: Presidente Porfirio Lobo.
- India: Presidente Pranab Mukherjee.
- Irlanda: Presidente Michael D Higgins.
- Italia: Primer ministro Enrico Letta.
- Jamaica: Primera ministra Portia Simpson.
- Japón: Príncipe Naruhito.
- Jordania: Reina Rania Al Abdullah con el primer ministro Abdullah Jonsour.
- Kenia: Presidente Uhuru Kenyatta.
- Lesoto: Primer ministro Tom Thabane.
- Líbano: Primer ministro Najib Mikati.
- Liberia: Presidenta Ellen Johnson Sirleaf.
- Luxemburgo: Gran duque Enrique.
- Malaui: Presidente Joyce Banda.
- Mauricio: Primer ministro Navinchandra Ramgoolam.
- Mauritania: Presidente Mohamed Uld Abdelaziz.
- México: Presidente Enrique Peña Nieto.
- Mozambique: Presidente Armando Emilio Guebuza.
- Namibia: Presidente Hifikepunye Pohamba.
- Nicaragua: Presidente Daniel Ortega.
- Níger: Presidente Mahamdou Issoufu.
- Nueva Zelanda: Primer ministro John Key.
- Nigeria: Presidente Goodluck Jonathan.
- Noruega: Príncipe Haakon.
- Pakistán: Presidente Mamnoon Hussain.
- Panamá: Presidente Ricardo Martinelli.
- Palestina: Presidente Mahmoud Abbas.
- Paraguay: Presidente Horacio Cartes.
- Perú: Presiente Ollanta Humala.
- Portugal: Presidente Aníbal Cavaco Silva.
- Reino Unido: Príncipe Carlos con el primer ministro David Cameron.
- República Dominicana: Presidente Danilo Medina.
- Rusia: Vicepresidente Valentina Matviyenko.
- Sahara Occidental: Presidente Mohamed Abdelaziz.
- Santa Sede: Cardenal Peter Tuckson de Ghana.
- Senegal: Presidente Macky Sall.
- Serbia: Presidente Tomislav Nikolic.
- Seychelles: Presidente James Alix Michel.
- Sri Lanka: Presidente Mahinda Rajapaksa..
- Sudán: Vicepresidente Bakri Hassan Salih.
- Sudán del Sur: Presidente Salva Kir Mayardit.
- Suecia: Princesa Victoria.
- Suiza: Presidente Ulrich Maurer.
- Suazilandia: Primer ministro Sibusiso Dlamini.
- Surinam: Presidente Dési Bouterse.
- Tanzania: Presidente Jakaya Mrisho Kikwete.
- Timor Oriental: Primer ministro Xanana Gusmão.
- Trinidad y Tobago: Primera ministra Kamla Persad- Bissessar.
- Túnez: Presidente Moncef Marzouki.
- Uganda: Presidente Yoweri Museveni.
- Uruguay: Presidente José Mujica.
- Venezuela: Presidente Nicolás Maduro con el vicepresidente Jorge Alberto Arreaza, Vicecanciller para África Reinaldo José Bolívar y Rosa Virginia Chávez.
- Zambia: Presidente Michael Sata.
- Zimbabue: Presidente Robert Mugabe.

### Controversias
- Según el presidente de la Federación Sudafricana de Sordos, Bruno Peter Druchen, ha denunciado al intérprete de lengua de signos ya que se dice que gesticulaba sin sentido.[29] Thamsanqa Jantjie ha contestado que sufrió un ataque de esquizofrenia y lamenta lo ocurrido.[30]

#### Foto de Obama, Schmidt y Cameron
Obama junto a la primera ministra de Dinamarca, Helle Thorning-Schmidt, y el primer ministro del Reino Unido, David Cameron, se enfrentaron a críticas en las redes sociales por haberse comportado de forma inapropiada tras posar para una "selfie" tomada con el teléfono móvil de Thorning-Schmidt. Thorning-Schmidt defendió sus acciones y dijo: "Ese día se tomaron muchas fotografías y pensé que era un poco divertido. Tal vez también muestre que cuando nos reunimos con jefes de estado y de gobierno, nosotros también somos personas que tienen divertido." Cameron dijo que estaba siendo educado cuando Thorning-Schmidt le pidió que participara en la película.

## Reacciones

### Nacionales
El presidente Jacob Zuma, dijo: "Nuestra nación ha perdido a su hijo más grande. Nuestro pueblo ha perdido a un padre. Aunque sabíamos que este día llegaría, nada puede reducir el sentimiento de nuestra profunda pérdida".
El vicepresidente de Sudáfrica, Kgalema Motlanthe, dijo: "En todo el mundo, su nombre se ha convertido en una metáfora", dijo: "El nombre de Nelson Mandela ha entrado en el panteón de los sabios de la historia".
La primera ministra del Cabo Occidental Helen Zille, dijo: "Todos pertenecemos a la familia sudafricana, y le debemos ese sentido de pertenencia a Madiba. Ese es su legado".

### Internacionales
Entre las redes sociales millones de internautas lamentaron el deceso. Igualmente, la noticia se difundió rápidamente entre los medios periodísticos. Políticamente, su deceso hizo eco en muchos jefes de Estados y organizaciones supranacionales:

#### África
- Botsuana: El Presidente de Botswana ofreció sus condolencias al Gobierno y al pueblo de Sudáfrica, así como a Graça Machel y a toda la familia Mandela, por la muerte de Mandela. El presidente Ian Khama dijo que la "creencia consumada y el firme compromiso de Mandela con los principios fundamentales de libertad, justicia e igualdad eran inmensos" y que "su fuerte posición moral y su profunda intolerancia por el sufrimiento humano de cualquier tipo, fue y seguirá siendo inspirador".[39]

- Egipto: La presidencia egipcia expresó que será recordado como una fuente de inspiración para los pueblos y un modelo de sacrificio.
- Gabón: El presidente Ali Bongo Ondimba expresó sus condolencias en nombre del pueblo gabonés y, a través de un comunicado, escribió que "ahora nos corresponde continuar su trabajo y celebrar su vida. Por lo tanto, invito a todos los gaboneses a tomarse un momento de contemplación y unir sus manos en una muestra de compasión adecuada a tal circunstancia".[40]
- Ghana: El presidente John Dramani Mahama escribió un artículo de opinión en The New York Times, al tiempo que incluía en una declaración que la "utilización de la paz como vehículo de liberación por parte de Mandela mostró a África que si queríamos superar la división causada por la colonización y el dolor de nuestras heridas autoinfligidas, la compasión y el perdón deben desempeñar un papel en la gobernanza".[41]
- Guinea: El presidente Alpha Condé expresó su admiración por Mandela diciendo: "Es comparable a un gran baobab, este árbol invencible bajo el cual todos se refugian. Y cuando este baobab cae, nos encontramos expuestos".[42]
- Kenia:  El presidente Uhuru Kenyatta ordenó que las banderas ondearan a media asta y declaró tres días de luto nacional, diciendo que "como hombre libre, el presidente Mandela lideró la lucha para liberar a África no solo de la esclavitud política, sino igualmente importante del flagelo de la enfermedad, la pobreza, la mala gobernanza y el analfabetismo, males de la vida moderna".[43]
- Malaui: La presidenta Joyce Banda describió la muerte de Mandela como una pérdida para Sudáfrica y el mundo, diciendo que todos los africanos "se han inspirado en Madiba", y expresó su agradecimiento por haber podido reunirse con él recientemente.[44]
- Nigeria: El presidente Goodluck Jonathan expresó sus condolencias y señaló que Mandela "siempre será recordado y honrado por toda la humanidad como uno de sus más grandes libertadores, un líder sabio, valiente y compasivo, y un ícono de la verdadera democracia".[45]
- Namibia: El presidente Hifikepunye Pohamba rindió homenaje en la Alta Comisión de Sudáfrica en Windhoek, escribiendo que "un gigante se ha ido a descansar. El icono de la lucha contra el apartheid se ha marchado después de lograr lo que representaba. El camarada Madiba será extrañado no solo por aquellos que lo conocieron y por el pueblo de Sudáfrica al que amó y cuidó tan profundamente y por el que se sacrificó, sino también por todos aquellos que creen en la dignidad humana". También reconoció el vínculo inquebrantable de Mandela con el pueblo de Namibia y su admiración por él.[46]
- Ruanda:  El presidente Paul Kagame dijo que "seguirá viviendo en el corazón de muchos de nosotros"; antes de iniciar el Consejo de Diálogo Nacional (Umushyikirano), en el Parlamento se guardó un minuto de silencio.[47]
- Senegal: El presidente Macky Sall expresó su tristeza por la muerte y señaló que "hemos perdido a un gigante, una de las figuras más grandes del África contemporánea. Ningún hombre de nuestro tiempo ha dado tanto por la causa de su pueblo, por África y por el bien de la humanidad. Mandela nos enseñó coraje, fuerza, perdón".[48]
- Sudán:  El presidente Omar al-Bashir expresó su pesar y extendió sus sinceras condolencias al presidente Jacob Zuma y al pueblo sudafricano por la muerte de Nelson Mandela. Lo consideró un "símbolo de dignidad y lucha por la libertad de los pueblos y la resistencia a la colonización y explotación de los africanos", señalando el aclamado papel de Sudán en el apoyo a los movimientos de liberación africanos y a los líderes africanos que lideraron la lucha contra la colonización y por encima de los cuales estaba el difunto Mandela.[49]
- Tanzania: El presidente Jakaya Kikwete anunció tres días de luto nacional y expresó que "Mandela es un buen ejemplo de cómo se supone que debe vivir la humanidad".[50]
- Zimbabue: El presidente Robert Mugabe emitió un comunicado en el que transmitía sus condolencias, entre las que se incluía: "La renombrada e ilustre vida política del señor Nelson Mandela seguirá siendo para siempre un faro de excelencia. No solo fue un gran defensor de la emancipación de los oprimidos, sino que también fue un líder humilde y compasivo que mostró una dedicación desinteresada al servicio de su pueblo".[51]

#### América
- Argentina: La Presidenta de la Nación Cristina Fernández de Kirchner envió sus condolencias. «El vacío y la tristeza que nos deja su partida deben ser superados, convirtiendo su legado en nuestra propia lucha a favor de la democracia». (Comunicado enviado por Cancillería.)
- Bolivia: El Gobierno de Bolivia emitió un comunicado que afirmaba «el pueblo boliviano se siente profundamente triste por la pérdida de un hombre que ha dedicado toda su vida a la lucha contra el racismo.» El presidente Evo Morales mostró sus condolencias y declaró «El mundo perdió un hombre indomable de espíritu, que sacó de la oscuridad al pueblo de Sudáfrica, un gigante que superó con la fuerza de la convicción las barreras de la opresión, el racismo y la segregación. Para los pobres, los discriminados, los humillados de toda la humanidad sigue siendo una fortaleza, una guía y una inspiración.» El día de su fallecimiento el Senado del país guardó un minuto de silencio en su memoria.
- Canadá: El primer ministro Stephen Harper emitió una declaración: "Con la muerte de Nelson Mandela, el mundo ha perdido a uno de sus grandes líderes morales y estadistas. El Sr. Mandela fue encarcelado durante 27 años por el anterior Gobierno de Sudáfrica, por su participación en la lucha que finalmente acabaría con el sistema de apartheid. A pesar de sus largos años de cautiverio, Mandela salió de la cárcel con el corazón cerrado a los llamamientos para un ajuste de cuentas. Por el contrario, estaba lleno de un anhelo de verdad y reconciliación, y de un entendimiento entre todos los pueblos. Demostró que el único camino a seguir para la nación era rechazar la apelación de la amargura. Su paciencia fue legendaria: su magnanimidad evitó a todos los sudafricanos sufrimientos incalculables. El legado perdurable de Nelson Mandela para su país, y para el mundo, es el ejemplo que dio a través de su propio "largo camino hacia la libertad". Con gracia y humildad, modeló cómo los pueblos pueden transformar su propio tiempo y, al hacerlo, sus propias vidas.[52]
- Chile: El presidente Sebastián Piñera expresó sus condolencias y dijo que Mandela "tuvo la generosidad de luchar toda su vida por la paz en Sudáfrica".[53]
- Colombia: El presidente Juan Manuel Santos, a través de su cuenta de Twitter, lamentó profundamente la muerte de Nelson Mandela y afirmó que "su legado quedará como nuestra guía para alcanzar la paz".[54]
- Costa Rica:  La presidenta Laura Chinchilla expresó que "hoy el mundo llora la partida de Nelson Mandela. Llevó a su país a un escenario deferente que sufrió. Nuestro país y el mundo están conmovidos por la pérdida de uno de los hombres más ejemplares de la historia contemporánea".[55]
- Cuba: El presidente cubano Raúl Castro manifestó en una carta enviada a Zuma que «Mandela será recordado por la altura de su ejemplo, la grandeza de su obra y la firmeza de sus convicciones en la lucha contra el apartheid, y por su invaluable aporte a la construcción de una nueva Sudáfrica. De Mandela nunca podremos hablar en pasado», para luego declarar Duelo Oficial los días 6 y 7 y Duelo Nacional el día 8 en honor a su memoria.

- Estados Unidos: El Jefe de Estado Barack Obama declaró «Hoy perdimos a uno de los hombres y personas de mayor influencia y de mayor humanidad; ya no está con nosotros, ha sido un hombre que sacrificó su propia libertad por la libertad de otros, nos mueve a todos». Obama había meditado en su propia celda de Robben Island, meses antes. Igualmente, Bill Clinton declaró «Jamás olvidaré a mi amigo Madiba». En su memoria, el icónico Empire State Building de Nueva York se iluminó con los colores de la bandera de Sudáfrica.
- Guatemala: El presidente Otto Pérez Molina lamentó la muerte de Mandela y afirmó que la carrera política y la vida de Mandela dejaron un legado en la humanidad. "Es un ejemplo a seguir para todos los hombres libres", dijo.[56]
- México: El presidente Enrique Peña Nieto expresó sus condolencias tanto en su cuenta de Twitter como en una conferencia, afirmando que "la humanidad ha perdido a un luchador inalcanzable por la paz, la libertad y la igualdad".[57]
- Nicaragua: El presidente Daniel Ortega declaró tres días de luto y escribió que "el mundo dice adiós a un gran hombre, a un mito, a una leyenda, a un patrimonio de África y de la humanidad. Nelson Mandela vivió cada día de su vida luchando con firmeza por la paz, la fraternidad y la dignidad humana".[55]
- Venezuela: El presidente Venezolano Nicolás Maduro mediante la red social Twitter anunció como homenaje el decreto de tres días de duelo nacional por su fallecimiento. Más tarde, manifestó también lo siguiente: «Nelson Mandela hasta la victoria siempre, líder de los pueblos que luchan, desde Venezuela te enviamos nuestro amor.» Al día siguiente, Maduro envía una carta a Zuma que, entre muchas cosas, manifiesta que Mandela «Personificaba la lucha sin tregua por la justicia y la igualdad, el combate cotidiano por la paz, la batalla histórica contra el racismo.» Coincidencia mente, el mismo día se cumplieron 9 meses del fallecimiento del líder venezolano Hugo Chávez, al cual se le rindió también homenaje.[58]

#### Europa
- Bélgica: El rey Felipe de Bélgica honró su nombre. «Mandela consagró su vida a la paz y la reconciliación. Hizo del mundo un lugar mejor. Él es una inspiración para todos nosotros», decretó el monarca belga en una carta de condolencias enviada al gobierno sudafricano.
- Bulgaria: El ministro de Relaciones Exteriores, Kristian Vigenin, expresó sus condolencias y calificó a Mandela como "un... persona que dejó una huella brillante en la historia de Sudáfrica... y a la humanidad»[59]
- Dinamarca: La primera ministra Helle Thorning-Schmidt emitió un comunicado en el que calificó a Mandela como "un faro de esperanza en la lucha contra la opresión y la injusticia en el mundo" y dijo que "los ideales y acciones de Mandela siempre servirán de inspiración para todos nosotros en la lucha por la justicia global y los derechos humanos para todos". También transmitió sus condolencias a la familia de Mandela y al pueblo sudafricano.

- España: El Presidente del Gobierno Español Mariano Rajoy y Su Majestad el Rey Don Juan Carlos I de España y los Príncipes de Asturias, coincidiendo con el 35° aniversario de la Constitución Española, mostraron sus condolencias. «Mandela siempre ha ejercido un heroico sacrificio personal.» (Comunicado publicado en la web de la Casa Real Española por Su Majestad el Rey Don Juan Carlos I.)
- Francia: El presidente François Hollande comentó sobre la futura continuación de los ideales de Mandela, afirmando que "el mensaje de Mandela nunca morirá. Seguirá inspirando a los luchadores por la libertad y dando confianza a las personas que defienden las causas justas y los derechos universales".[60]
- Grecia: El primer ministro Andonis Samaras dijo que no solo los sudafricanos, sino toda la comunidad internacional lloran a un héroe que escribió grandes páginas de la historia moderna. Un símbolo de la lucha por la dignidad humana, la igualdad y la libertad por un mundo mejor y más justo. También describió a Nelson Mandela como un luchador ideológico contra la violencia, el apartheid y todas las formas de racismo y que los griegos honrarán por siempre su memoria".[61]
- Hungría: El primer ministro Viktor Orbán expresó las sinceras condolencias de los húngaros a la familia de Mandela y al pueblo sudafricano. Hizo hincapié en que la lucha de Mandela por la democracia fue una inspiración durante los años de la dictadura comunista y en el período de transición al sistema político democrático en Hungría.[62]
- Noruega: La primera ministra Erna Solberg expresó sus condolencias y calificó a Mandela como "un líder no solo para su propio país, sino también para el mundo entero. Fue el mayor símbolo de la esperanza, la libertad y la democracia de nuestro tiempo. Lo recordaremos por su lucha contra el apartheid, su trabajo por la reconciliación y su importante esfuerzo en la lucha contra la pobreza y el VIH/SIDA".[63]
- Rusia:  El presidente de Rusia, Vladímir Putin, envió sus condolencias diciendo que "después de haber soportado duros sufrimientos, Mandela permaneció fiel a los ideales de humanismo y justicia hasta el final de su vida".[64]
- Rumania: El primer ministro rumano, Victor Ponta, reaccionó al anuncio de la muerte de Mandela y emitió un comunicado en el que dijo que "Mandela permanecerá en la historia como uno de los más grandes luchadores por la libertad, que demostró, a través del esfuerzo duro y el sacrificio, que no hay diferencias basadas en la raza o el color de la piel".[65]
- Reino Unido: El primer ministro de los británicos David Cameron declaró «Se ha marchado una gran luz que teníamos en el mundo. He pedido que la bandera del Número 10 ondee a media asta.» S.M. Isabel II envió sus condolencias a su familia y a la gente de Sudáfrica, como señaló en un comunicado el Palacio de Buckingham.
- Serbia: El presidente serbio, Tomislav Nikolić, dijo que "los ciudadanos de Serbia lamentan profundamente el fallecimiento de un gran líder, luchador, estadista e hijo de África". El Parlamento serbio guardó un minuto de silencio en su honor y las banderas serbias ondearon a media asta el 6 de diciembre en todos los edificios gubernamentales y embajadas del mundo.[66]
- Ucrania:  El presidente ucraniano, Víktor Yanukóvich, en una carta de condolencias al presidente sudafricano, Jacob Zuma, dijo de Mandela: "Para muchas generaciones fue un ejemplo de fortaleza, integridad y fuerza de carácter".[67]
- Santa Sede: S.S. Francisco honró su ejemplo; «Mandela inspirará a generaciones de sudafricanos a poner la justicia y el bien común delante de sus aspiraciones políticas en la nueva Sudáfrica» declaró Francisco. El pontífice emérito Benedicto XVI también le recordó.

### Organizaciones supranacionales
- Naciones Unidas: El Secretario General de Naciones Unidas Ban Ki-Moon calificó a Mandela como un gigante de la justicia, y declaró que «Muchos en el mundo fueron influenciados por su lucha». Concluyó «Estoy profundamente apenado por la muerte de Nelson Mandela, un campeón por la justicia. Nadie como él hizo tanto por los valores y aspiraciones de las NN.UU.».
- Organización del Tratado del Atlántico Norte: El secretario general de la alianza atlántica, Anders Fogh Rasmussen, afirmó que su fallecimiento es una pérdida para todos, dejando un legado permanente para el mundo.
- Unión Europea: «Lamentamos la muerte de una de las mayores figuras políticas de nuestro tiempo, que nos enseñó a todos una grande lección de reconciliación, transición política y transformación social», expresaron los presidentes de la Comisión y del Consejo europeos, José Manuel Durao Barroso y Herman Van Rompuy. El Presidente del Parlamento Europeo Martin Schulz, ha informado a través de la red social Twitter que las banderas europeas del Parlamento Europeo ondearán a media hasta en memoria de Nelson Mandela. Ha informado «el mundo ha perdido un héroe y un icono. Un defensor de la libertad, justicia e igualdad. Una inspiración para millones [de personas]. Adiós Madiba.»

- FIFA: En el sorteo de la Copa Mundial de Fútbol de 2014 del 6 de diciembre, el presidente suizo de la FIFA Joseph Blatter y la presidenta del Brasil Dilma Roussef le rindieron un breve homenaje.